# Los Tumpolos
Los Tumpolos (Schreibweise auch Los Tumpolòs) ist eine Rock-Pop-Band aus Hannover.

## Bandgeschichte
Gegründet wurde Los Tumpolos 1992 von dem Sänger und Schauspieler Michael Westphal, dem Bassisten und Musikproduzenten Jens Bernewitz (ehemals Mitglied bei Steinwolke und Mini Pigs) und dem Schlagzeuger Dominic Dias (ebenfalls Steinwolke und Mini Pigs).
Nach einem Start als Coverband erschien 1994 die erste CD When everything looks plate to everyone mit eigenen Songs.
Im folgenden Jahr entdeckte der NDR Los Tumpolos. So wurde ein Open Air auf der Badeinsel in Steinhude im August 1995 als Radiokonzert live auf NDR 2 gesendet, ein Konzert in Travemünde vom NDR Fernsehen aufgezeichnet und die Single Magical Ways im Sender eingesetzt.
1996 erschien die zweite CD, Lonely Planet, bei der Plattenfirma SPV mit der Singleauskoppelung Universe.
Einen Höhepunkt in ihrer Bandgeschichte erreichten die Musiker mit ihrem Auftritt am 7. Februar 1998 auf Jamaika, wo sie, zusammen mit Lauryn Hill und Ziggy Marley, vor 15.000 Zuschauern beim Reggae-Sunsplash-Festival in Ocho Rios auftraten. Los Tumpolòs sind bis heute die einzige deutsche Band, die auf diesem Festival gespielt hat. Außerdem erschien 1998 das dritte Album mit dem Titel Look.
Danach wurde es einige Jahre still um die Band. Erst 2004 meldeten sich die Musiker, immer noch in unveränderter Besetzung, mit der Single Solitude in Memories zurück, und 2006 spielte die Band in den Noah-Studios Hannover das Album fly again... ein. Im Mai 2006 spielten sie beim Saisonabschluss von Hannover 96 vor 48.000 Zuschauern in der AWD-Arena in Hannover und rockten im Juli als Opener für Peter Maffay beim Open-Air-Festival Pop im Park im Heide-Park in Soltau.
2010 unterschrieben Los Tumpolos einen Bandübernahmevertrag bei der DA-Music (Label Sound Guerilla). Die beiden Alben fly again... und Look wurden remastered und wieder veröffentlicht.
Weiterhin wurden 2011 mit den Titeln And this is the moon und Music zwei neue Radiosingles veröffentlicht.

## Diskografie

### Alben
- When Everything looks plate to everyone (1994; SPV)
- Lonely Planet (1996; SPV)
- Look (1998; F.L.B.R.-Music, 2010; Rerelease DA-Music/Sound Guerilla)
- Fly again (2006, F.L.B.R.-Music, 2010; Rerelease DA-Music/Sound Guerilla)

### Singles
- Magical Ways (1996; SPV)
- Universe (1996; SPV)
- Solitude in Memories (2004; F.L.B.R.-Music)
- And this is the moon (2011; DA-Music/Sound Guerilla)
- Music (2011; DA-Music/Sound Guerilla)

### Kompilationen
- Sat1-Der Norden rockt auf (1995; SPV)